# Woodmere (Ohio)
Pour les articles homonymes, voir Woodmere.
Woodmere est un village américain situé dans le comté de Cuyahoga, dans l'Ohio. Selon le recensement de 2010, sa population est de 884 habitants.